# Rubislaw Quarry
Der Rubislaw Quarry (dt.: Rubislaw-Steinbruch) ist ein ehemaliger Steinbruch in der schottischen Stadt Aberdeen. In ihm wurde bis zu seiner Schließung 1971 Granit gebrochen. Mit dem Granit sind große Teile der Stadt Aberdeen erbaut, was dieser den Beinamen Granite City einbrachte – genauso ist die Bezeichnung Silver City gebräuchlich, die auf den Glanz des Granits zurückgeht, wenn dieser sich in der Sonne spiegelt.
Er galt lange Zeit als tiefstes, von Menschenhand gegrabenes Loch Europas. Da er heutzutage vollständig mit Regenwasser gefüllt ist, sind Überprüfungen seiner genauen Tiefe schwierig, was sich in den unterschiedlichen Angaben darüber widerspiegelt – sie reichen von 90 bis 150 Meter.
Der Steinbruch wurde 1741 als erster Granitsteinbruch Schottlands eröffnet. Bis 1971 wurden insgesamt rund 2 Mio. m³ Gestein gewonnen und in vielen Regionen, auch außerhalb des Vereinigten Königreichs verkauft. Beispielsweise sind um die Jahrhundertwende die Docks in Southampton und Portsmouth mit Granit aus dem Rubislaw Quarry gebaut worden. Das bekannteste Beispiel innerhalb der Stadt ist das Marishall College, welches von 1836 bis 1844 aus Rubislaw-Granit entstand. Andere bekannte Beispiele sind die Waterloo Bridge und die Terrassen des Houses of Parliament in London sowie die Sockel der Forth Bridge nahe Edinburgh.
Seit 2010 befindet sich der Steinbruch in Privatbesitz. Der Kaufpreis soll rund 30.000 Pfund betragen haben.